# Heringshai
Der Heringshai (Lamna nasus) ist eine Haiart aus der Familie der Makrelenhaie.

## Erscheinungsbild
Der Heringshai wird über drei Meter groß und über 200 Kilogramm schwer, bleibt jedoch in der Regel kleiner. Sein Erscheinungsbild erinnert stark an den Weißen Hai, mit dem er verwandt ist. Sein spindelförmiger Körper besitzt eine konische Schnauze und er hat fünf lange Kiemenschlitze. Die obere Körperhälfte ist grau, die untere heller gefärbt (Konterschattierung). Charakteristisch ist die weiße Spitze an der hinteren Basis der vorderen Rückenflosse. Die Schwanzflosse ist halbmondförmig. Die Zähne sind schmal, ungesägt und haben kleine seitliche Höcker.

## Verbreitungsgebiet

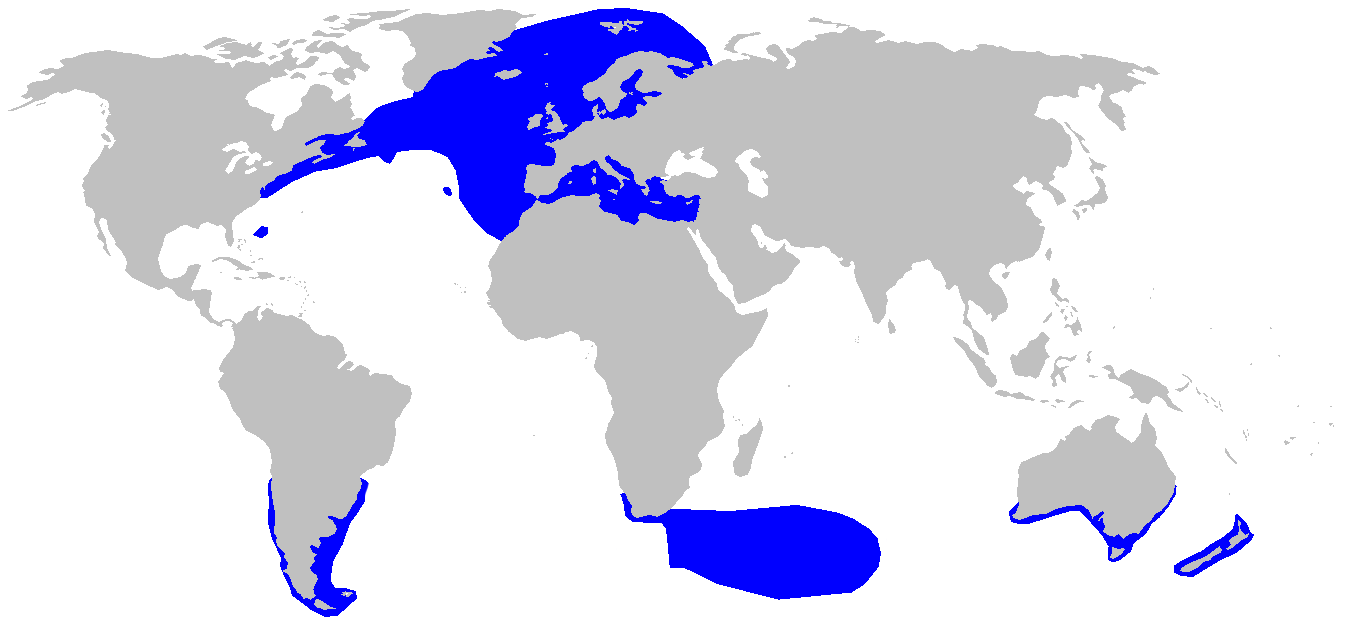
Verbreitungsgebiet des Heringshais

Die Hauptverbreitungsgebiete des Heringshais sind die Gewässer des Nordatlantiks, so ist er auch in der Nordsee verbreitet. Über das Kattegat und das Skagerrak gelangen Heringshaie manchmal auch in die westliche Ostsee. Man findet ihn auch im Mittelmeer, nicht jedoch im Schwarzen Meer. Das nordatlantische Verbreitungsgebiet reicht von Makaronesien und Bermuda bis nach Grönland und Nordnorwegen. Auf der südlichen Halbkugel sind Heringshaie um Südaustralien, Neuseeland, Südafrika das südliche Südamerika und in Regionen des subantarktischen Raums und des südlichen Indischen Ozeans heimisch. In den wärmeren Gewässern entlang des Äquators fehlt er.

## Lebensweise
Der Heringshai hält sich vor allem in einiger Entfernung zur Küste auf, gelegentlich auch in Küstennähe und im offenen Ozean. Er bevorzugt kühles Wasser, im Nordwestatlantik in der Regel zwischen 5 und 10 °C. Sein Tiefenbereich erstreckt sich von Oberflächennähe bis über 700 Meter Tiefe. Im Jahresverlauf werden unterschiedliche Habitate aufgesucht, so ist er im Sommer eher in geringeren Tiefen und nahe der Küste, im Winter jedoch küstenfern und in größeren Tiefen zu finden.
Es wurden Wanderungen von mehreren tausend Kilometern beobachtet, beispielsweise wurden in Südengland markierte Heringshaie in Nordnorwegen, Dänemark und Spanien wiedergefunden. In der nordwestatlantischen Population wurden Wanderungsbewegungen im Jahresverlauf beobachtet, wobei die Fische zwischen ihren Sommerquartieren in Neufundland und ihrem Winterrefugium in Massachusetts migrieren.
Kleine bis mittelgroße Fische, besonders Schwarmfische, bilden die Hauptnahrungsquelle. Typische Beutefische sind beispielsweise Makrelen, Heringe und Dorsche. Außerdem werden Kopffüßer verzehrt und auch kleinere Haiarten wurden bei Magenanalysen schon entdeckt. Er jagt sowohl im Freiwasser wie auch in Bodennähe.
Der Heringshai ist lebendgebärend (ovovivipar). Die Paarungszeit findet in europäischen Gewässern wohl im Spätsommer statt, der Nachwuchs entwickelt sich anschließend für etwa 8 bis 9 Monate im Mutterleib. Dabei ernähren sich die Jungen zunächst vom Dotter, nachdem dieser aufgebraucht ist jedoch von weiteren befruchteten Eiern, die die Mutter produziert, es findet also eine Art von uterinem Kannibalismus statt. Da sie sich also schon im Mutterleib aktiv ernähren müssen, besitzen die Embryonen bereits früh funktionsfähige Zähne. Ein Weibchen bringt im Schnitt ein bis fünf Junge zur Welt, die zwischen 60 und 80 Zentimeter groß sind.
Für Jungfische im Südpazifik wurden Wachstumsraten von 15 bis 20 Zentimetern pro Jahr während der ersten drei Lebensjahre bestimmt. Die Geschlechtsreife erreichen Weibchen im Nordwestatlantik bei einer Körperlänge von 200 bis 250 Zentimetern, Männchen mit 150 bis 200 Zentimetern. Es kann ein Alter von über 30 Jahren erreicht werden.

## Menschen und Heringshaie
Aufgrund seiner Größe wird der Heringshai als potenziell gefährlich eingestuft, in der Realität sind jedoch keine oder kaum Angriffe auf Menschen bekannt. Dem Menschen dient der Heringshai als Speisefisch. Sein Fleisch gilt als qualitativ gut, außerdem werden seine Flossen in Haifischflossensuppe gegessen, und er findet in der Produktion von Fischmehl Verwendung. Besonders während des zwanzigsten Jahrhunderts wurde er intensiv befischt, heute findet nur noch regulierte Fischerei im kleinen Maßstab statt. Der Heringshai wird außerdem noch als Beifang gefangen.
Durch starke Überfischung Anfang der 1970er-Jahre sind die Bestände im Nordatlantik stark eingebrochen. Erst 2001 konnte hier eine merkliche Stabilisierung der Population festgestellt werden. Insgesamt ist der Bestand aber im Abnehmen begriffen.
Gemäß der IUCN ist der Heringshai als gefährdet („vulnerable“) eingestuft (im Nordost-Atlantik und dem Mittelmeerraum: „vom Aussterben bedroht“ und im Nordwest-Atlantik: „stark gefährdet“). Eine Listung in Anhang 2 der CITES-Liste wurde schon 2007 beantragt, wurde jedoch abgelehnt. 2007 und 2008 gab die IUCN bekannt, dass der Heringshai auf der Basis einer Untersuchung der IUCN SSC Shark Specialist Group (SSG) zu pelagischen Hai- und Rochenarten den Status „vulnerable“ behalten wird.
Im März 2013 wurde auf der Artenschutzkonferenz der CITES in Bangkok eine Regulierung des Handels mit Heringshaien beschlossen. Die Regelung trat am 14. September 2014 in Kraft.

## Belege
1. ↑  spiegel.de: Mehr Haie in der Ostsee als bisher bekannt, 15. Mai 2008
2. 1 2 3 4  Heringshai auf Fishbase.org (englisch)
3. 1 2 3 4 5 6 7 8  L.J.V. Compagno: Sharks of the world. An annotated and illustrated catalogue of shark species known to date. Volume 2. Bullhead, mackerel and carpet sharks (Heterodontiformes, Lamniformes and Orectolobiformes). FAO Species Catalogue for Fishery Purposes. No. 1, Vol. 2. FAO Rom 2001. S 121ff. (Vollständiges PDF), ISSN 1020-8682
4. ↑  Lamna nasus in der Roten Liste gefährdeter Arten der IUCN 2008. Eingestellt von: J. Stevens u. a.. Abgerufen am 2. Januar 2009.
5. ↑  More oceanic sharks added to the IUCN Red List (PDF; 13 kB) Pressemitteilung vom 2. Februar 2007.
6. ↑  You can swim but you can’t hide – more oceanic sharks on the IUCN Red List (Memento vom 1. Mai 2010 im Internet Archive) Pressemitteilung der IUCN vom 22. Mai 2008
7. ↑  Cites-Beschluss: Bedrohte Hai- und Mantaarten sollen geschützt werden Spiegel Online vom 11. März 2013
8. ↑  Artenschutz: Diese Haie muss der Mensch nun besser schützen Die Zeit vom 12. September 2014